# Прииљменска низија
Прииљменска низија (рус. Приильменская низменность) пространо је низијско подручје на северозападу европског дела Руске Федерације, микроцелина простране Источноевропске низије. Обухвата цео западни и јужни део територије Новгородске области и крајњи исток Псковске области. Низија се постепено терасасто спушта ка централној депресији у којој се налази акваторија језера Иљмењ. Надморске висине варирају од око 100 метара у ивичним до 18 метара у централним деловима низије. Најнижи део је уз јужне обале језера Иљмењ са 16 метара. Идући ка истоку и југу Прииљменска низија постепено прелази у моренско Валдајско побрђе.
У геолошком смислу низија сама по себи представља тектонску депресију чије дно је засуто наносним материјалом подледничких потока, док централни делови представљају некадашњи терминални басен пространог ледника.
Низија је доста замочварена и има густу речну мрежу. Готово све реке теку ка језеру Иљмењ, а најважнији водотоци су Шелоњ, Ловат, Мста и Верјажа, док једино река Волхов отиче из северног дела Иљмења и тече ка језеру Ладога. Реке које теку преко низије имају доста спор ток и ниске обале и у време највишег водостаја често плаве околна подручја. Идући ка Валдајском побрђу расте надморска висина, терен је интензивније рашчлањен, а речне долине су знатно дубље. Најважније рубне реке су Холова, Јавоњ и Поломет.
Највећи део низије налази се у зони мешовитих шума, док је једино на крајњем северу прелазна зона тајги. Под ораницама су углавном подручја на југозападу.